# Манчу Матак
Манчу Матак (цинц. Manchu Matak; Крушево, 1920 — Витолиште, Мариово, 25. мај 1944), учесник Априлског рата и Народноослободилачке борбе и народни херој Југославије.

## Биографија
Рођен је 1920. године у Крушеву, у занатлијској породици. После завршетка основне школе, изучио је кројачки занат. Осим што је био активан у фудбалском тиму свога града, био је и члан илегалне лево оријентисане омладинске организације. Године 1938, примљен је за члана Комунистичке партије Југославије.
За време Априлског рата 1941. године, налазио се у југословенској краљевској војсци и пао у немачко заробљеништво. У Крушево се вратио почетком јуна исте године. По повратку је почео да ради на припремама за оружану борбу против окупатора. Тада је постао члан Месног комитета КПЈ за Крушево и био задужен за партијску технику.
У време штрајка дуванских радника почетком 1942. године, био је ухапшен ради сумње да је растурао илегалне летке. У крушевском затвору се налазио током фебруара и марта 1942., где је био подвргнут мучењу. Из Крушева је био пребачен у Битољ, где је био мучен и испитиван од стране специјалиста за борбу против комунизма. Након тога је пребачен у Скопље, где такође није ништа рекао полицији, па је у јуну пуштен из затвора. Убрзо је након тога отишао у партизански одред „Питу Гули“. У одреду је постао секретар партијске ћелије и заменик политичког комесара.
У априлу 1943. године, ступио је у партизански одред „Кораб“. Убрзо су балисти похватали дванаест бораца из одреда, међу којима је био и Манчу. Првобитно се налазио у затвору у Тетову, а затим је пребачен у Тирану. Након капитуалције Италије и пуштања из затвора у септембру 1943. године, постао је командир Прилепске чете батаљона „Мирче Ацев“ Прве македонско-косовске бригаде. Са овим батаљоном учествовао је у другом ослобађању Кичева, у одбрани слободне територије у Дебарци и у борбама на Караџову, Тушину и Фуштанима.
Када је 19. децембра 1943. формирана Друга македонска бригада, Манчо је заједно са својим батаљоном ушао у њен састав. Године 1944. је са бригадом учествовао у борби на Мрежичком и приликом преласка Црне реке. Двадесет петог маја 1944. године, донета је одлука да су униште четири немачка бункера, који су штитили рудник у селу Витолиште, а рудник је требало да буде онеспособљен за даљу експлоатацију. Манчу је добио задатак да са својом четом нападне најистуренији део и пређе чистину до рудника. Бункери су напослетку уништени, а рудник онеспособљен. Међутим, приликом другог јуриша чете, Манчу је био смртно погођен митраљеским рафалом.
Указом Президијума Народне скупштине Федеративне Народне Републике Југославије, 20. децембра 1951. године, проглашен је за народног хероја.